# 周漢明
周漢明（1980年10月18日—），中國男子擊劍運動員，在廣東省廣州出生。

## 生涯
周漢明於1993年在番禺區體育學校參與擊劍訓練。1年後進入廣州市偉倫體育學校，教練為張永春。隨後入選廣東劍擊隊。2001年，他成為國家劍擊隊一員，張永春同是他的教練。
2002年10月，周漢明於釜山舉行的亞運中，以5分不敵韓國隊，取得劍擊項目男子團體佩劍的銀牌。翌年11月，周在安徽合肥的全國錦標賽中先後贏得男子個人佩劍小項與男子團體佩劍小項的冠軍。
2004年，周漢明與黃耀江等人在法國站世界盃中取得男子團體佩劍小項的亞軍。同年8月的雅典奧運中，他與隊友黃耀江、王敬之及陳峰在男子團體佩劍小項由於被法國隊擊敗，因而未能晉級半決賽。雖然如此，但他們在排名賽中最後以45:42戰勝主辦國希臘，排名第7，打破了中国男子佩剑队于1984年洛杉磯奧運创造的第8名的最佳成績。次年7月，他在馬來西亞奪得亞洲錦標賽的男子個人佩劍小項的金牌。兩個月後的十運會劍擊賽事中，他在男子個人佩劍小項決賽以10:15被天津對手、國家隊隊王敬之擊敗，最終摘下一面銀牌。雖然如此，但他後來與隊友在男子團體佩劍小項決賽以45:39擊敗天津隊，掄下一面金牌。
2006年12月的多哈亞運，周漢明在劍擊項目的男子個人佩劍小項半決賽被國家隊隊友黃敬之擊敗，取得一面銅牌。3日後的男子團體佩劍小項中，他在整個賽事中拿下48分，協肋中國最終以45:44擊敗南韓隊，奪得他於亞運的第一面金牌。隨後一年的6月，他在美國分站的世界盃中由於在男子個人佩劍小項的第三輪賽事被淘汰出局，無緣獎牌。而在一個月前，他與王敬之、仲滿、蔣科律出戰的埃及站世界盃中最後以45:43擊敗意大利隊，奪得男子團體佩劍小項的錦標。同年8月，他在亞洲錦標賽的男子個人花劍四強賽中不敵隊友王敬之，取得銅牌一面。

## 資料來源
1. ↑  .   [2011-12-02]. （原始内容存档于2004-07-18）.
2. ↑  .   [2007-07-05]. （原始内容存档于2005-11-17）.
3. ↑  .   [2011-12-02]. （原始内容存档于2009-08-24）.
4. ↑  .   [2007-07-05]. （原始内容存档于2007-10-17）.
5. ↑  .   [2007-07-05]. （原始内容存档于2007-10-07）.
6. ↑  .   [2007-07-05]. （原始内容存档于2007-09-26）.
7. ↑  男花摘銅[永久]